# Claudia Inés
Claudia Inés   (Cuba, c. 2006) és una cantant catalana d'origen cubà.
Nascuda a Cuba, el 2015, a 9 anys, es va mudar a Catalunya. Concretament, viu a Badalona.
Es descriu a si mateixa com disciplinada i treballadora, fanàtica del K-pop i amant del sushi. Sap tocar el piano. A més a més, és admiradora d'Edu Esteve.
Després d'audicionar per a diferents programes, el 2023 va entrar a la segona temporada del concurs musical de TV3 Eufòria. Al càsting final va cantar «Creu en mi» de Natalia Jiménez i «Elefants» d'Oques Grasses. Va ser la seleccionada més jove. En la gala 8 del programa, amb una cançó del SX3, va ser nominada juntament amb en Carlos i va ser expulsada per haver rebut solament un 42 % dels vots del públic.